# ウィリアム・シード
ウィリアム・シード（William Seed、1994年3月5日 －）はカナダ出身のゲイポルノ男優。

## 経歴
2018年、Pornhubアワードで最も有名なゲイ・パフォーマー賞を受賞。

## その他のノミネート
- GAYVNアワード (2018年) - ベスト・ニューカマー賞[3]